# Publicité en ligne

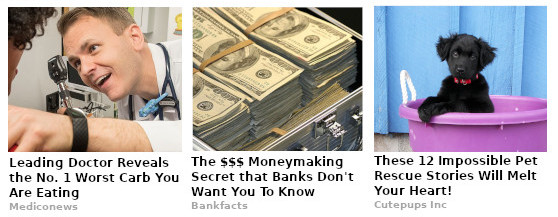
Exemple de contenu publicitaire sur un site internet.

La publicité en ligne (ou e-publicité) désigne toute action visant à promouvoir un produit, service, une marque, un concept ou une organisation auprès d'un groupe d'internautes et/ou de mobinautes contre une rémunération. La publicité en ligne est souvent rémunérée selon le nombre de clics faits par les internautes sur la publicité. Et quand elle est légale, elle passe principalement par un ou plusieurs des canaux suivants : 
- le Display (bannières dans les pages web) ;
- le Search (liens promotionnels)[2] ;
- l'affiliation ; où l'affilié accepte sur son site web des publicités pour des produits/services d'une autre organisation/entreprise, et en échange, reçoit d'elle des revenus contractuels, éventuellement en fonction de l'importance des ventes/bénéfices ainsi généré[3].
- la publicité sur les moteurs de recherche (SEO) avec par exemple, contre paiement, une "optimisation des moteurs de recherche" de manière à augmenter les vue des pages Web de l'annonceur[4].
- l' "emailing"[5] et le reciblage par mail (généralement par envoi automatiquement déclenchés d'e-mails personnalisés, à la suite d'actions ou états spécifiques des clients, par ex un abandon de panier sur un site commercial, mais il peut aussi s'agir de publicité de type recommandations de vente croisée ou de tentative de fidéliser un client, etc.)[6] ;
- la publicité sur réseaux sociaux (SMA), qui passe notamment par les influenceurs (virtuels parfois), les contenus développés par les marques ou encore les UGC (Contenu généré par les utilisateurs pour User Generated Content).

## Historique
C'est le 27 octobre 1994 sur le site hotwired.com appartenant au magazine Wired qu'apparaît la première publicité.
Selon l'Observatoire de l’e-pub (2023), dans le monde, de 2019 à 2022, le volume des publicités numériques a augmenté de 42 %. Et la part du trio Google-Meta-Amazon (GMA) représentait 68 % du marché. La part des acteurs européens était quasi-stable (passant de 23 à 22 %).

### En France
La publicité en ligne a fait son apparition, en France, en 1998, de façon très timide. Elle s'est fortement développée en 2000 et 2001 après l'éclatement de la bulle Internet qui a jeté un sérieux doute sur la viabilité du modèle économique dominant, supposé basé sur les prestations apparemment gratuites de l'internet (mais en réalité de plus en plus financées par des recettes publicitaires). Selon l’Union des Entreprises de conseil et d’Achat Media (UDECAM, créée en 1996) et son Observatoire de l’e-pub, en 2023, le marché français de la publicité digitale a grandi de + 9 % par rapport à 2022, pour atteindre 9,3 Md€.

## Marché de la publicité en ligne
Selon Forrester Research, les dépenses publicitaires en ligne devraient croître en Europe à un taux annuel moyen de 13 %, passant de 4,8 milliards d'euros en 2012 à 7,7 en 2016. Aux États-Unis, le marché devrait passer de 12,7 en 2012 à 28 milliards de dollars en 2017. Les achats via les plateformes Adexchanges devraient représenter 30 % des dépenses totales.
Le baromètre SRI / Cap Gemini constate un ralentissement de la croissance du marché de la communication en ligne (emailing, l'affiliation, la recherche, le display, publicité mobile et les réseaux sociaux), qui est passé de +11 % en 2011 à +3 % en 2013.
Selon la 11e édition de l'Observatoire e-pub, le numérique est l'unique segment du marché publicitaire à connaître une croissance (+3 % en 2013). En effet, le marché publicitaire est sinistré et connaît globalement une baisse de 3,6 % en 2013 pour la France.
Les parts de marché de la publicité en ligne en France sont occupées à 75% par Facebook et Google selon les chiffres de 2018 publiés en 2019.

## Avantages de la publicité en ligne
La publicité en ligne permet la transposition sur Internet de la publicité traditionnelle dans les médias, avec comme avantages : 
- de permettre à l'Internaute d'acheter immédiatement via des liens (en cliquant sur des bannières ou le bandeau publicitaire). C'est la raison pour laquelle la publicité en ligne s'est rapidement développée d'autant plus qu'Internet devient un mass média, capable de toucher des cibles très larges[12].
- l'adaptabilité aux centres d'intérêt supposés du visiteur (par exemple : la publicité concernant sa précédente recherche par exemple, peut donner des informations sur les consommations du visiteur)[pas clair].
- l'efficacité temporelle : plus rapide que les méthodes « classiques » de publicité comme le courrier ou le démarchage en face à face, la publicité en ligne s'affranchit des contraintes de logistique matérielle, de matières premières et de déplacements, permettant un gain de temps à court et moyen terme et une vitesse de diffusion en ligne (la mise en action d'une campagne sur internet est quasi instantanée, et ne subit pas les aléas extérieurs que peuvent constituer la météo ou les dégradations volontaires sur des supports physiques) ;
- sa portée : elle peut toucher tous marchés mondiaux et influence les ventes hors ligne[13].

### Coût et adaptabilité
Le coût de la publicité en ligne est réputé moindre et adaptable au budget du demandeur, mais il est toutefois à relativiser car très variable et affecté par de nombreux facteurs influant sur le prix d'une campagne de promotion sur internet.

### Mesurabilité et analyse des effets
Autre atout : la publicité en ligne permet également de mesurer en temps réel une partie de l'effet des campagnes en ligne, en suivant quotidiennement ou même en temps quasi réel, les taux de clic. Cela permet des analyses de performance des diverses campagnes, et de déterminer les effets de chaque élément pour en évaluer la pertinence.

### Analyse des centres d'intérêt du visiteur
Sur internet, certaines entreprises comme Criteo conservent les données du visiteur, pour selon elles proposer des annonces relatives aux centres d'intérêt du visiteur.

## Limites de la publicité en ligne

### Fraude au clic
Une très grande partie des revenus apportés de publicité et caclculé sur la base d'un « coût par clic » (CPC), c'est même le mode dominant de la rémunération par la publicité en ligne. C'est un mode de calcul simple, mais sensible aux fraudes (et à certaines difficultés de mise en œuvre). La « fraude au clic » consiste à générer artificiellement des clics (par une personne ou un robot numérique, par exemple pour nuire à une entité (personne, association, entreprise, parti politique, gouvernement, concurrent...), ou pour encaisser des sommes indues.
Dans une revue marocaine de prospective en sciences de gestion, deux chercheurs de l'Université Hassan II (Casablanca) ont choisi et examiné 60 articles récents pour faire le point sur ce que l'on sait de l'importance et les implications de la publicité rémunérée au « coût par clic »  sur la communication des organisations, et pour suggérer des voies nouvelles de recherche.

### Désamour des internautes
La publicité en ligne peut agacer voire considérablement gêner certains utilisateurs: dans certains sites Web, la publicité occupe la plus grande partie de la page Web, et souvent intriquée au texte et aux illustrations de la page, empêchant les utilisateurs de facilement trouver ce qu'ils y cherchent.
En conséquence de quoi, une partie des internautes utilise un bloqueur de publicité.

### Pistage et exploitation des internautes
Le développement du web2.0 s'est accompagné d'un développement conjoint très rapide de la publicité dite digitale et de ses adtech (technologies publicitaires), ainsi que de la fouille de données dans le stockage de masse de données personnelles (une part importante du Big Data). Dans ce contexte, les marques, les régies et les agences et distributeurs de publicités, et d'autres entités (politico-économiques et financières notamment), tendent à vouloir de plus en plus précisément suivre et profiler les internautes et les réseaux sociaux d'internautes pour afficher des publicités présentées comme étant adaptées à leurs goûts, comportements et besoins, via des algorithmes de ciblage comportemental et, après seulement 25 ans de publicité en ligne, des intelligences artificielles exploitant le big data de leurs données personnelles.
Ces données sont généralement collectées sans le consentement éclairé des internautes voire tout à fait contre leur gré. Elles le sont sur les ordinateurs et smartphones personnels et sur les pages consultées, grâce à des traceurs tels que les cookies lorsque les internautes consultent des pages Web. Elles le sont aussi dans des environnements nécessitant une identification des utilisateurs (environnements dits « logués », où l'internaute a préalablement souvent du livrer des informations personnelles).
On constate depuis les années 2010 un usage devenu massif des cookies et trackers à des fins publicitaire et pour un usage connexe d'évaluation de l'efficacité des publicités en ligne. Toutes ces données peuvent ensuite être vendues, préalablement agrégées ou non, à un grand nombre d'autres entreprises dans un  « marché secondaire, où des courtiers en données vendent les données ainsi collectées sur les internautes », pour dresser des profils de plus en plus précis de millions ou milliards d'internautes.
Dans les décennies 2010 et 2020, « le marché du « gré à gré » entre annonceurs/agences d'une part et éditeurs/régies de l'autre est en train d'être supplanté par une publicité dite « programmatique ». Cette dernière désigne un mode de commercialisation dans lequel l'achat et la vente d'espaces publicitaires (les « inventaires ») », et où « la mise en place des campagnes et leur diffusion sont réalisés de manière automatisée et en temps réel. La chaîne de valeur programmatique se caractérise par sa grande fragmentation et sa complexité »  et par une « opacité totale » et « l'impossibilité de tracer les flux financiers et le parcours des annonces (...) il n'est aujourd'hui pas possible d'obtenir des données consolidées sur les commissions de chaque intermédiaire ou sur la formation des tarifs de ces différents services technologiques.constate le rapport de mission sur la régulation du secteur de la publicité en ligne publié (...) les données exploitées pour le ciblage ne sont pas connues avec précision ». Il est donc difficile de repérer, signaler et sanctionner les fraudes éventuelles (« Les pratiques frauduleuses les plus courantes étant les clics sur des annonces publicitaires effectués par des robots ou l'empilement de publicités sur une page »). La part de la publicité programmatique dans le marché français est en constante augmentation, atteignant 55% du marché " display non social" français en 2018, 59% en 2019 et 61% en 2020 .
Cela pose des problèmes émergents que, dans le monde, le législateur ainsi que les Agences et autres autorités régulatrices (ex : ARCOM et ARCEP en France), ou même les initiatives d'auto-régulation par la profession, peinent à suivre, malgré une forte demande de régulation de la part du public et de diverses ONG. Les mesures prises par les gouvernements sont, au début des années 2020, encore « « palliatives », ne traitant que les symptômes de l'asymétrie dans le rapport de force sur le marché de la publicité en ligne, et leur mise en œuvre dépend parfois du bon vouloir des plateformes » devenues par leurs prééminence « des « goulets d'étranglement » (bottlenecks) et des « contrôleurs d'accès » (gatekeepers) sur le marché du digital en général et de la publicité en ligne en particulier ».
Ces problèmes sont notamment :
- l'explosion du spamming en ligne [28] ;
- le rôle nouveau, et encore mal contrôlé, des influenceurs et influenceuses, qui préfèrent généralement s'identifier comme « créateurs de contenu », ou encore comme blogueurs, youtubeurs ou vlogueurs, plutôt que comme influenceurs[29] ;
- de nouveaux modèles de publicité « furtive »[30], « interstitielle »[31], mensongère et/ou cachée ou clandestine[32] ; plus difficile à contrôler par les Etats et leurs agences dédiées à ce contrôle.
- une course au « temps de cerveau humain disponible », se traduisant notamment par une publicité non-souhaitée de plus en plus vécue comme intrusive, irruptive agressive et omniprésente sur le Net[33],[34],[35],[36],[37],[38] puis dans la téléphonie mobile[39] ; y compris dirigée, sciemment ou non, vers des publics particulièrement vulnérables à la publicité agressive ou mensongère[40] (personnes souffrant de handicap mental, malades, personnes en souffrance et/ou isolées, personnes victimes de troubles psychiatriques, personnes âgées, personnes crédules et enfants et adolescents particulièrement sensibles aux influenceurs des réseaux sociaux[41] et aux méthodes issues des théories de la « communication persuasive » et de la « socio-cognition implicite »[42]. Selon « les achats de fichiers de « crédules » se négocient fort cher et l'adresse de celui qui a cru trois fois avoir gagné le gros lot vaut de l'or ! »[43]
- une publicité de plus intriquée aux brèves d'information, aux articles de journaux (« publicité native » ou « caméléon ») et au « Churnalisme », aux vidéos en ligne, ou cachées dans des publireportages ; les mêmes techniques et médias sont utilisés pour faire passer les messages de lobbyistes soigneusement déguisés en articles d'information ; certains canaux et méthodes de la publicité et de l'influence en ligne sont utilisés pour mettre en oeuvre les stratégies d'influence cachées de groupes industriels, politiques et/ou religieux, etc.[17]
- une publicité de plus en plus liée aux algorithmes qui présélectionne ce que l'internaute est ensuite invité à consulter (sur Youtube par exemple), au risque de diriger sa vie [44] (A Grimonpont parle d'« Algocratie » pour désigner un monde où la vie personnelle, sociale, politique et culturelle est de plus contrainte et gouvernée par les algorithmes, où « La guerre de l'attention exploite nos pulsions, déchaîne les passions et éclipse la raison »)[45] ;
- de nouveaux « comportements de nature anticoncurrentielle » ; Ainsi, à titre d'exemple pour la France, selon un rapport de 2020 « Captant 75% du marché français de la publicité digitale et 90% de la croissance du secteur, Google et Facebook sont en situation de duopole avec frange concurrentielle[46] sur ce marché. Ces deux acteurs offrent à la fois la possibilité de cibler précisément une audience, d'avoir accès à un grand volume d'inventaires et d'atteindre des couvertures d'audience (reachs) importantes. Ils disposent de walled gardens (jardins clos), tels que Facebook, Instagram, Google Search ou YouTube, sur lesquels les annonceurs ne peuvent acheter des espaces sur les inventaires propriétaires qu'en passant par les régies intégrées des plateformes ou par leurs solutions d'achat-vente. Ces univers fermés sont également des environnements logués, permettant donc de collecter des données de qualité quel que soit le support utilisé (smartphone, tablette, ordinateur), c'est-à-dire en cross device. En outre, grâce à son intégration verticale, Google est non seulement présent mais également devenu dominant sur tous les segments de l'intermédiation technique de la publicité programmatique »[23] ; en outre, Les GAFAM et autres grandes plateformes ont acquis une capacité unique à plus ou moins secrètement et parfois illégalement et pour des usages malveillants (comme l'a notamment montré le Scandale Facebook-Cambridge Analytica/Aggregate IQ)[17],[47],[48] collecter, croiser, agréger, vendre et/ou exploiter des données personnelles nombreuses et variées (l'officine Aggregate IQ, avec son intelligence artificielle Ripon, a été au cœur de la désinformation et de cette propagande ; et avant de s'auto-dissoudre en 2018, elle s'affichait sur son site internet comme « une société de publicité numérique, de développement Web et de logiciels basée au Canada »)[49]). Et en outre, les GAFAM peuvent, en matière de traçage sur l'ensemble d'internet unilatéralement décider de supprimer des « cookies tiers » (ce qui constitue un avantage concurrentiel exorbitant et même un abus de position dominante)[23] ; Autre problèmes : Google et Facebook ont des positions artificiellement dominantes sur le marché de la publicité digitale, qui renforcent leur position duopolistique, car, notamment :
- « l'« auto-mesure » de la performance publicitaire qui fait des plateformes à la fois des juges et des parties sur le marché » ;
- « l'intégration verticale et les conflits d'intérêts de Google sur la chaîne programmatique, qui permettent des pratiques d'offres groupées (bundling), voire de prédation, ainsi que d'auto-référencement » ;
- « la vente exclusive de l'inventaire propriétaire YouTube sur la DSP de Google, renforçant le pouvoir de marché de Google sur le côté demande de la chaîne programmatique »[23].

Selon le rapport de 2020 (page 11), Amazon pourrait aussi bientôt devenir un géant de la publicité en ligne et de la détention de données personnelles ;  « la responsabilisation des plateformes au regard de l'environnement qualitatif dans lequel les contenus publicitaires apparaissent (brand safety) permettrait d'assainir leurs inventaires et donc d'éviter la monétisation de contenus de mauvaise qualité ou illégaux ».
Ces phénomènes s'accompagnent presque tous d'une croissance exponentielle du nombre de cookies, trackers et autres lignes de code indiscrètes, cachés dans les pages internet et dans les ordinateurs des internautes. Ces traceurs sont notamment déposés par des régies publicitaires en ligne et des sociétés chargées d'évaluer l'efficacité du « ciblage publicitaire contextualisé », du reciblage publicitaire ou de campagnes de lobbying en ligne, mais l'internaute est aussi suivi en ligne, et éventuellement fiché ou profilé, dans de nombreux environnements dits « logués » (c'est-à-dire nécessitant une identification préalable pour consulter un site ou l'une de ses pages). A ce propos, en 2020, selon la Mission relative à la régulation du secteur de la publicité en ligne, les environnements « logués » (où le traçage des internaute « est pourtant plus invasif » ont dans les années 2010 échappé au durcissement des conditions du recueil du consentement des internautes imposé par le RGPD ; une probabilité (dans les années 2020) est que « la protection de la vie privée sur internet risque de favoriser les plateformes et leurs environnements « logués » au détriment des autres acteurs ».
L'invisibilité, et l'opacité fonctionnelle, de ces agents espions et publicitaires cachés sont sources de controverses encore mal résolues, et ce, en dépit des efforts de régulation de l'Union européenne (RGPD) et de la CNIL en France visant à ce que l'usager puisse lutter « à armes égales » avec ceux qui exploitent ses données pour leur propre intérêt.
L'intrusion constante de l'Industrie publicitaire dans la vie privée et sociale est devenu une source d'aversion pour la publicité en ligne. Les internautes ont développé des stratégies d'évitement (logiciels antipub (adblock en anglais) notamment), ainsi que certains éditeurs de navigateurs web eux-mêmes, soucieux de la protection de la vie privée de leurs usagers, et de leur confort et qualité d'utilisation en ligne. Mais une surenchère et une guerre de contournement semble gagner le Web avec des vagues successives de mesures anti-cookies/trackers et logiciels-espions suivies de contre-mesure de la part de l'Industrie de la publicité.
Au delà de ces problèmes, la publicité en ligne et le constant traçage de l'activité des humains connectés (et de plus en plus des objets connectés) contribue aussi :
- à une dominance accrue des grandes plateformes numériques, qui peut « générer des externalités négatives dans le champ sociétal et politique, et ainsi peser sur l'avenir de nos sociétés démocratiques »[23],[17] ;
- à la croissance exponentielle du coût énergétique de l'Internet, et indirectement à la surexploitation ou à l'épuisement de ressources (métaux nobles, métaux stratégiques, terres rares), ainsi qu'à l'empreinte carbone croissante de l'internet (lié à la consommation des serveurs et à l'usage croissant du streaming), en aggravant l'Impact environnemental du numérique, et en éloignant la société numérique de ses objectifs d'informatique durable et éthique, ou de la sobriété numérique que certains appellent de leurs vœux.

## Vers un encadrement éthique et déontologique plus strict?
Selon Alexander Coutant (Professeur au Département de communication sociale et publique de l'UQAM), dans les années 2010, le « marketing de contenu » en ligne se confond de plus en plus avec la publicité native, au profit de « stratégie de dépublicitarisation payée », en empruntant les formes des contenus éditoriaux des plateformes qui l'accueille. A. Coutant et deux professeurs de l'Université de Sherbrooke ont, en 2022, publié une analyse des contenus de sept chartes et guides éthiques ou déontologiques, respectivement issu(e)s de 4 secteurs parties prenantes à la publicité en ligne (marketing ; information ; consommateur ; réglementaire et législatif).

Selon l'auteur, si les définitions se stabilisent, on observe par contre une réduction des enjeux éthiques, une légitimation de la tromperie, une dissuasion de tout encadrement extérieur à la profession. 
Et paradoxalement, selon ces auteurs, « la standardisation des pratiques assure plutôt la prolifération de dispositifs ambivalents, tout en maintenant le cynisme face aux enjeux éthiques ».

## Règlementation
La publicité en ligne destinée au public européen peut être sujette à la législation sur les marchés numériques.

## Les types de la publicité en ligne

### La publicité en ligne personnalisée «classique»[57]
La publicité personnalisée est une publicité qui est choisie en fonction des caractéristiques connues de l'internaute (âge, sexe, localisation - voir notamment Publicité multilocale -, etc.) et qu'il a lui-même renseignées. Ce type de publicité est le plus « classique » mais il est aujourd'hui revisité par les réseaux sociaux.

### La publicité en ligne contextuelle[58]
La publicité contextuelle est une publicité qui est choisie en fonction du contenu immédiat fourni à l'internaute. Ainsi, le produit ou le service vanté dans la publicité contextuelle est choisi en fonction du contenu textuel de la page dans laquelle la publicité s'insère ou, s'il s'agit d'un moteur de recherche, en fonction du mot clé que l'internaute a saisi pour sa recherche. Cette donnée est parfois complétée par des informations de géolocalisation déduites de l'adresse IP de l'internaute, ou par la précédente requête dans le cas particulier d'un moteur de recherche.

### La publicité en ligne comportementale[58]
La publicité comportementale est une publicité qui est choisie en observant le comportement de l'internaute à travers le temps. Ainsi, la publicité comportementale vise à étudier les caractéristiques de l'internaute à travers ses actions (visite successives de sites, interactions, mots clés, production de contenu en ligne, etc.) pour en déduire son profil et lui proposer des publicités adaptées.

### La publicité assistée ou faite, distribuée et évaluée par une intelligence artificielle
Les définitions de la publicité assistée, produite et/ou gérée par une IA varient. Mais elles ont en commun l'idée que l'IA exploite des données (dans le Big data), pour prendre des décisions supposées "intelligentes", grâce à des processus apprenants, avec ou sans l'aide d'humains, dans le but de persuader des personnes ou groupes ciblés,,.
Cette nouvelle forme de publicité est définie par Shelly Rodgers (de l'université du Missouri, à Columbia, début 2021), comme « une communication de marque qui utilise une gamme de fonctions de machine qui apprennent à effectuer des tâches avec l'intention de persuader ; avec la contribution d'humains, de machines ou des deux ». S. Rodgers propose de la « considérer comme une sous-discipline distincte de la publicité qui se situe à l'intersection des sciences cognitives, de l'informatique et de la publicité. Cette intersectionnalité illustre un champ d'application très large et aide à définir la publicité faite par IA comme un concept distinct bien que lié à d'autres concepts de la publicité, tels que la publicité computationnelle »,.
L'IA peut alors être supervisé ou non ; elle peut imiter ou non les humains (il existe déjà une IA influenceuse à visage humain féminin),, ou d'autres systèmes automatisés ; elle peut presque en temps réel apprendre de ses succès et de ses erreur, ainsi que du Big data, et s'auto-reconfigurer.
C'est un phénomène récent, mais en forte et rapide expansion, et qui selon Qin et Jiang (2019), pourrait rapidement changer la nature et les mécanismes de la publicité, publicité en ligne notamment.
Au tournant des années 2020, selon ses détracteurs et divers acteurs réticents à l'adopter, l'IA est en passe de devenir une source de réelles menaces pour les humains, les consommateurs, la vie sociale et la publicité, notamment à cause de la perte de confidentialité et de contrôle qu'elle induit mais aussi à cause, dans le domaine du marketing, d'une courbe d'apprentissage abrupte, qui combinée à l'ignorance des retours sur investissements pourrait négativement influer sur l'image des marques (d'après Roe 2020).
Mais, face aux quantités exponentielles de données extraites de l'Internet chaque année, selon Adobe (2018), « l'IA devient moins une option qu'une nécessité pour être à la pointe », d'autant que plus de 75 % des consommateurs utilisent déjà un service ou un appareil alimenté par l'IA  ; Ad Exchanger en 2019 estimait que l'AI était en train de « manger » le secteur de la publicité. En 4 ans (vers 2023), le marché de la publicité numérique atteindrait 517,51 milliards de dollars selon Eberg (2019), dont 80 % serait déjà « absorbé » par l'IA.
L'IA peut être utilisée à leur profit et/ou au profit de leurs clients par des publicitaires dans des domaines aussi variés que les études de marché, les études prospectives, le ciblage de groupes et d'individus, la sélection de médias, la création, la conception, le placement en ligne (en fonction du contexte et des objectifs du commanditaire) et l'évaluation et la correction (éventuellement en temps réel) de publicités et autres messages en ligne.
Comme le montre le cas de RIPON, la plateforme logicielle de campagnes personnalisée, créée par AggregateIQ (AIQ) pour le compte de Cambridge Analytica afin d'influencer les votes faire élire le sénateur américain Ted Cruz ; outil qui est ensuite devenu le prototype utilisé par les groupes de campagne pro-Brexit, notamment Vote Leave et BeLeave au Royaume-Uni afin d'influencer les élections en faveur du Brexit ; l'IA semble avoir commencé par se développer de manière illégale et cachée, dans des domaines historiquement associés à la publicité, à savoir l'influence, la propagande militaire et politique, les affaires, la Finance et le lobbying ou marketing politique. Le « chasseur de violation de données » Chris Vickery (qui dirigeait alors la section Cyber Risk Research du cabinet de conseil en cybersécurité « UpGuard ») a découvert sur le Net des données exposées tissant un réseau d'« ingénierie politique » lié aux groupes pro-Brexit, et il a montré que l'IA baptisée RIPON utilisait « un ensemble d'applications sophistiquées, de programmes de gestion de données, de traqueurs publicitaires et de bases de données d'informations qui, collectivement, peuvent être agrégées afin de pour cibler et influencer les individus par diverses méthodes, y compris les appels téléphoniques automatisés, les courriels, les sites Web politiques, la prospection de bénévoles et Publicités Facebook »,.

## Les formats de la publicité en ligne[74]

### La bannière simple ou animée
Format classique, peu intrusif, la bannière simple ou animée permet une communication à bas coût dont l'efficacité dépend de la capacité de la création à capter l'attention en dépit de contraintes techniques importantes.

### La bannièreexpand
Format interactif, son contenu se déploie au-delà du format initial lorsque la souris passe sur la bannière. Le taux de clic d'une bannière expand permet de multiplier par 3 ou 4 les performances d'une bannière classique.

### Skyscraper
Format classique, peu intrusif, le skycraper offre une visibilité importante pouvant être augmentée par un expand. Cette haute colonne est le plus souvent placée à droite. Associé à une bannière, il s'apparente à un habillage de site dans le cadre d'une communication événementielle.

### Le pop-up
Le pop-up, fenêtre apparaissant au moment du changement d'une page, est un format intrusif et décrié par les internautes. S'il enregistre de bons résultats malgré tout, il faut tenir compte de l'impact négatif que peut avoir son utilisation pour l'annonceur. Les pop-up sont capés – le nombre d'apparitions est limité pour un internaute –, de manière à limiter la gêne causée à l'utilisateur.

### Le pop under
Le principe est le même que celui du pop-up classique, à la différence que la fenêtre s'ouvrant n'apparaît qu'au moment où cette page est refermée derrière la page de consultation de l'internaute.

### Le flash transparent
C'est un pop-up transparent pouvant adopter des formes originales. Discrétion et design apportent de vrais plus à ce format particulièrement populaire auprès des internautes.

### La publicité interstitielle
La publicité interstitielle est une page de publicité affichée avant ou après une page demandée par un internaute. Comme le pop-up, cette forme de publicité est décriée par les internautes.

### La publicité solidaire
La publicité solidaire est une publicité qui permet de soutenir des associations caritatives. Les revenus publicitaires générés par le visionnage de la publicité sont ensuite reversés à des ONG. Elle se différencie de la publicité traditionnelle car elle est non-intrusive: elle s'affiche à la demande d'un internaute. Ce nouveau format publicitaire proposé par Anona est présent sur des sites de presse tel que Ouest-France. On pourra aussi citer Goodeed, site spécialisé dans cette activité. La publicité solidaire est actuellement en plein essor dans un contexte où le marché de la publicité en ligne a tendance à être critiqué par les internautes.

## Publicité au pixel
La publicité au pixel est une forme de publicité en ligne qui a connu son essor en 2005 avec The Million Dollar Homepage, un site web entièrement consacré à la publicité, proposant un carré de 1000 pixels sur 1000 où chaque pixel coûte 1 $ aux publicitaires.

## Modèles de prix
Chaque modèle publicitaire fait écho à une étape du cycle de vente [Impression (affichage) > Clic > Lead (inscription) > Achat (action)] :
- Impression : modèle publicitaire au CPM (coût pour mille) ;
- Clic : modèle publicitaire au CPC (coût par clic) ;
- Lead : modèle publicitaire au CPL (coût par lead, par exemple, inscription à un site internet ou à une lettre d'information) ;
- Action : modèle publicitaire au CPA (coût par action, par exemple, un achat) ;
- Engagement : modèle publicitaire au CPE (coût par engagement, c'est-à-dire interaction avec l'annonce) ;
- Revenue Share: partage des revenus au pourcentage entre advertiser et publisher.

## Publicité gratuite
Certains sites web proposent de faire la publicité gratuitement pour d'autres site ou certains produits[réf. souhaitée]. Il s'appuient généralement sur des systèmes d'échanges, de type donnant-donnant.

### Échange de bannières, de liens et d'annonces
Une ou plusieurs bannières sont affichées sur un site web et simultanément sur d'autres sites participant au système d'échange de bannières. Le ratio le plus équitable est 1 pour 1 à site web ayant un trafic et une notoriété équivalente[réf. souhaitée].

### Envois de mails
En échange de « lire des emails reçus », le participant peut envoyer des mails aux autres membres selon un certain ratio[réf. souhaitée].

### Régie publicitaire gratuite
Ces régies regroupant plusieurs systèmes de publicité[réf. souhaitée] sont proposés gratuitement aux webmasters et aux autres personnes désirant faire de la publicité pour un site internet ou une enseigne[réf. souhaitée].